# Великий Бребровник
Великий Бребровник (словен. Veliki Brebrovnik) — поселення в общині Ормож, Подравський регіон‎, Словенія.